# Ballivicar
Ballivicar, auch Ballyvicar, schottisch-gälisch: Baile a’ Bhiocair, ist eine Ortschaft auf der schottischen Hebrideninsel Islay und gehört somit administrativ zur Council Area Argyll and Bute. Ballivicar liegt im Süden Islays etwa 2,5 Kilometer nordwestlich des Fährhafens Port Ellen und 13 Kilometer südlich von Bowmore, dem Hauptort der Insel. Die nächstgelegene Siedlung ist das mehrere hundert Meter südwestlich gelegene Cornabus. Ballivicar ist über einen Abzweig von der A846 an das Straßennetz der Insel angeschlossen. Südlich passiert der aus Loch Muchairt abfließende Bach Cornabus Burn die Ortschaft, bevor er sich in der Kilnaughton Bay in den Atlantischen Ozean ergießt.

## Geschichte
Im Jahre 1841 lebten 39 Personen in Ballivicar. Zehn Jahre später war die Einwohnerzahl auf 64 Personen angestiegen. Heute sind nur noch wenige Häuser Ballivicars bewohnt und Ballivicar ist in aktuellen Zensusdaten nicht mehr separat erfasst. Die Ortschaft besteht im Wesentlichen noch aus der Ballivicar Farm, einem familiengeführten Bauernhof, der auch Ferienwohnungen anbietet.

## Umgebung
In nordwestlicher Richtung befinden sich die Überreste einer Rundhütte. Diese durchmaß etwa fünf Meter. Obschon innerhalb des Bauwerks große Steine gefunden wurden, bestand das Mauerwerk wahrscheinlich im Wesentlichen aus lehmiger Erde vermengt mir kleinerem Steinmaterial. Die bis zu drei Meter mächtige Außenmauer ist heute noch bis zu einer Höhe von maximal einem Meter erhalten. Der Eingang befand sich wahrscheinlich an der Südseite.